# Lucien Aimar
Lucien Aimar (født 28. april 1941) i Hyères), er en tidligere fransk professionel cykelrytter.
Aimar opnåede i 1966 en overraskende Tour de France-sejr. Han lagde grunden til sin sejr som en del af et succesrigt udbrud på 10. etape. I bjergene forsvarede han med succes sin gule trøje; senere vandt han løbet uden at have opnået en eneste etapesejr. Bortset fra en fransk mestertitel i 1968 og den samlede sejr i Fire dage ved Dunkerque formåede han aldrig siden at leve op til det fornemme resultat.
Efter eget udsagn var han engang i et løb på toppen af Col de Turini 8 minutter bag Eddy Merckx; ved nedkørslens afslutning havde han indhentet ham. En anden anekdote siger, at han angiveligt skal være målt med 140 km/t på nedkørslen fra Mont Ventoux.